# Agresszió (pszichológia)
Az agresszió (a latin agressio szóból, jelentése: támadás) energikus viselkedésforma, amely önmagában nem jelent semmi rosszat, csakis negatív szándékkal párosulva célja másnak testi sérelmet vagy kárt okozni, pozitív szándékkal célratörés, alkotás, önmegvalósítás, tehát pozitív, azaz jó cselekedet. 
Etológiai értelemben agressziónak nevezzük azt a viselkedésformát, amikor fajtársak megpróbálják egymást valamilyen erőforrás közeléből eltávolítani, illetve megakadályozni, hogy a másik egyed a forrást megszerezze.
Az ember esetében a sikeres agresszió a másik élőlény elleni erőszakos cselekményben valósul meg. Az agresszió ezenkívül irányulhat tárgyakra (rombolás), illetve az elkövetőre saját magára is (önagresszió). Az emberi agresszióval a pszichológia foglalkozik. Az agresszió a társas interakciók különböző elméleteinek elsődleges kutatási tárgya. Freud pszichoanalitikus elmélete az agressziót mint drive-ot tekinti, míg a szociális tanuláselmélet mint tanult választ vizsgálja.
A nemzetközi jogban az agresszió fegyveres erő alkalmazása egy állam által más állam szuverenitása, területi integritása vagy politikai függetlensége ellen. Lásd: Agresszió (nemzetközi jog).

## Agresszió az etológiában

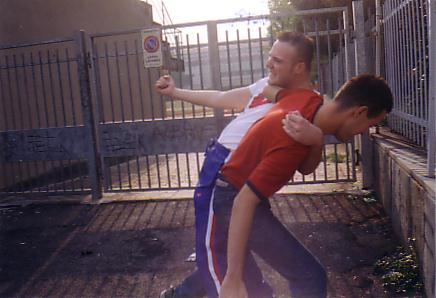
Utcai harc Olaszországban

### Típusai
Az egyik korai, de nagy hatású osztályozás (Moyer, 1986) szerint az agresszió lehet:
- Ragadozó agresszivitás: a prédára támad a ragadozó
- Hímek közötti agresszió: versengés a nőstény(ek)ért, dominanciáért stb.
- Félelem szülte agresszió: a félelem vagy veszély leküzdésére mozgósított agresszió
- Irritációs agresszió: agresszió, amit az agresszor frusztrációja indukál
- Területvédő agresszió: adott terület védelme, főképp fajtársak ellen jelentkezik
- Anyai agresszió: az anyában ébredő agresszió, melynek célja az utódok védelmezése
- Célorientált agresszió: bizonyos célok elérésére irányuló agresszió, ez lehet akár az agresszióra adott válasz kitapasztalása

Egy másik lehetséges osztályozás Csányi Vilmos osztályozása az állati viselkedésre, mely megszorításokkal emberre is jól adaptálható. Megfigyelhető, hogy az embernél az agresszív viselkedési aktusok egyike sem nevezhető kifejezetten a létfenntartással összefüggőnek, legfeljebb csak kiélezett helyzetekben, konfliktusokban.
- Területvédő agresszió: Az állatvilágban is ismert, velünk született törekvés személyes terünk védelmére. Már kétéves korban megfigyelhető.
- Tulajdon- és birtokvédelmi agresszió: Ez is korán (másfél éves kortól) megjelenik. Később a nyílt agressziót másfajta védelmi technikák helyettesítik.
- Kívülállókkal, betolakodókkal szembeni agresszió: A mindenkori csoporton kívüliekkel szemben megnyilvánuló verseny, versengés folyománya, elfajulása.
- Agresszió a rangsorban előbbre kerülésért: A mindenkori csoporton belüli hely megtartása vagy javítása érdekében kifejtett erőszak, a csoport hierarchikus tagozódásának a kialakítása érdekében tett erőszakos lépések.
- Frusztrációs agresszió: Az akadályoztatás megtapasztalása esetén kialakuló, estenként nem célzott, nem megfelelő viszonzásként létrejövő erőszakos cselekmény. Néha az értelmetlen öldöklés, ámokfutás oka, az öngyilkosság előtti vérengzés formájában. Stresszcsökkentés célú, háborúban például a nemi erőszak is ilyen.
- Behatolási (határkitapogató) agresszió: A környezetbe, helyzetbe újonnan érkező tesztelő jellegű, exploráló agressziója.
- Autoagresszió: A tehetetlen, hatalom nélküli ember önmaga ellen forduló agressziója, saját testének különböző fokú csonkítása.
- Normatív, erkölcsi elv érvényesítő agresszió: Minden csoport saját értékeinek érvényesítő viselkedése, kisebb-nagyobb erőszak vagy erő alkalmazása a nem normakövető tagokkal szemben.

## Agresszió a pszichológiában

### Agresszió mint drive
Freud pszichoanalitikus elmélete szerint cselekedeteink többségét ösztönök, elsősorban a szexuális ösztönök határozzák meg.
A pszichoanalitikus hagyomány elméletalkotói ezt a frusztráció-agresszió hipotézist tovább szélesítették: amikor egy személyt valami akadályoz bármilyen cél elérésében, agresszív drive keletkezik. Arra motiválja, hogy megsértse vagy megsebesítse a frusztrációt okozó akadályt. Az állításnak két kritikus pontja van. Az egyik, hogy az agresszió oka rendszerint a frusztráció.
A másik: az agresszió az alapvető motívumok tulajdonságaival rendelkezik: energizálja a viselkedést, és mindaddig fennmarad, amíg a célját el nem éri.

### Agresszió mint tanult válasz
A szociális tanuláselmélet az emberek közti interakciókkal foglalkozik és a kognitív folyamatok jelentőségét hangsúlyozza. Ez az elmélet abban is különbözik a szigorú behaviorizmustól, hogy a megfigyeléses tanulás jelentőségét emeli ki. Számos viselkedési mintát úgy tanulunk, hogy mások viselkedését figyeljük. A szociális tanuláselmélet a modellek szerepét hangsúlyozza mind a specifikus viselkedések, mind az érzelmi válaszok átvételében.
A szociális tanuláselmélet elveti az agresszió ösztönként vagy frusztráció eredményezte hajtóerőként való felfogását, ehelyett azt állítja, hogy az agresszió bármely más tanult válaszhoz hasonló. Az agresszió megfigyeléssel és utánzással tanulható.
Ez az elmélet azt állítja, hogy a frusztráció csak egy az agresszió számos oka közül, valamint
az agresszió olyan válasz, amely nem rendelkezik drive-szerű tulajdonságokkal.

### Az agresszió kifejezése és a katarzis
Azok a kutatások, amelyek megpróbálnak különbséget tenni az agresszió mint drive és az agresszió mint tanult válasz között, gyakran fordítják figyelmüket a katarzisra. A katarzis egy érzelemtől való megtisztulás. Ha az agresszió tartós energia, akkor az agresszió kifejezése katartikus lehet, a katarzis pedig az agresszív érzések és cselekedetek intenzitásának csökkenését eredményezheti.
Az agresszív viselkedés a szorongás érzését keltheti az agresszorban, ami gátolja a további agressziót, akkor, ha látja cselekedeteinek sérülésekkel járó következményeit.
Azok a gyerekek, akik agresszívabbak, előnyben részesítik az erőszakos tévéműsorokat, az agresszió okozza azt, hogy valaki erőszakos műsort néz, semmint fordítva.
A harag és az agresszió kiváltója az önértékelés elvesztése vagy annak az észlelése, hogy a másik személy becstelenül viselkedett. Ezen tényezők egyikét sem érintettük az agresszió mint drive, illetve az agresszió mint tanult válasz elméleteit szembeállító tárgyalásunkban.

## Iskolai agresszió a szociológiában
Az iskolai agresszió nem új keletű, számos irodalom számol be a jelenség történetéről, amely széles körben ismert, mégis feltérképezésére kevés empirikus szociológiai vizsgálat született. Csaba Zoltán és Pál Judit tanulmányukban arra a kérdésre kerestek választ, hogy mi befolyásolja a diákok közti agresszív viszonyok különböző típusainak kialakulását.
Iskolai erőszaknak nevezi a szakirodalom az agresszív viselkedés olyan fajtáját, mely a tanulók egymás közötti vagy a tanárokkal, más iskolai alkalmazottakkal, illetve a tanárok tanulókkal (esetleg szülőkkel) szembeni erőszakos viselkedésében nyilvánul meg.
Az iskolai agressziót az USA-ban és más nyugati országokban több évtizede vizsgálják kapcsolatháló-elemzési módszerekkel. Például az iskolai agresszió látható formáját, a zaklatást úgy vizsgálja, hogy feltérképezi ki, kit és milyen formában zaklat. A nemek, az agresszivitás, a hálózati pozíció, a kirekesztettség és az utálat kapcsolatában erős összefüggést mutattak ki a zaklatás és az áldozattá válás folyamatában. Csaba és Pál kutatása rámutatott, hogy különbség figyelhető meg a különböző képzéstípusba járó tanulók agressziós mintái között: a szakközépiskolai tanulók fejezik ki legkevésbé ellenszenvüket fizikai agresszióval.

## Passzív agresszió
A passzív-agresszív magatartás az ellenségesség indirekt kifejezése például halogatás, makacsság, barátságtalan viselkedés, feledékenység, vagy sorozatosan elkövetett hibák révén. A DSM-IV szerint passzív-agresszív ember általában ambivalens, szeszélyes, gyakran veszekedésbe torkolló módon viselkedik, bizonytalan önmagában, szinte mintha függene a konfliktustól, ami gyakran autoritásokkal (pl. munkahelyi főnök) következik be, de interperszonális kapcsolatokban is előfordul.
A passzív (behódoló) és az agresszív (ellenséges) magatartás arany középútja az asszertivitás, ami az egyén saját érdekeinek felismerését és artikulálását jelenti olyan módon, hogy azzal a másik vagy többi fél érdekeit sem sérti.